# Henri Pognon
Pour les articles homonymes, voir Pognon.
Paul Pascal Henri Pognon, né le 13 mai 1853 à Clermont-Ferrand et mort le 16 mars 1921 à Chambéry, est un diplomate, archéologue et épigraphiste français, spécialiste de l'assyriologie.

## Carrière diplomatique
Fils d'un ingénieur des ponts et chaussées, il obtient son baccalauréat au lycée de Clermont-Ferrand, avant de monter à Paris pour y accomplir un triple cursus de licencié en droit, de diplômé de l'École des langues orientales et d'élève de l'École pratique des hautes études.

### Débuts de diplomate
Il fonde en 1878 le cours d'assyrien proposé par cette dernière institution et est chargé d'en assurer l'enseignement jusqu'en 1881. Il embrasse ensuite la carrière diplomatique. Entré au Ministère des Affaires Étrangères comme attaché à la direction des consulats en mai 1879, il est nommé consul suppléant à Tripoli en septembre 1881, passe à Beyrouth en mai 1882, puis réintègre le poste de Tripoli en mai 1884. Transféré au consulat de Bagdad comme gérant en mai 1887, il est promu consul de 2e classe en août suivant.

### Consul de France à Alep
Décoré de la Légion d'honneur le 31 décembre 1892, il est fait consul de 1e classe en février 1895, puis nommé consul de France à Alep (Syrie) le 27 août 1895. À ce poste, il rend compte du massacre d'Urfa dont furent victimes 6000 Arméniens le 28 octobre 1896. Placé en disponibilité avec  le rang de consul général le 22 mai 1904, il est admis à la retraite en 1914. 
Il est inhumé au cimetière des Charmettes de Riom.

## Activités archéologiques et épigraphiques
Parallèlement à sa carrière de diplomate, Henri Pognon s'investit dans l'archéologie mésopotamienne au Liban, en Syrie et en Irak. Combinant découvertes de terrain, acquisitions auprès de dénicheurs locaux et missions officielles de prospection, il collecte des inscriptions sémitiques dont il perce le sens par un intense travail de traduction. Spécialiste des langues assyrienne, syriaque et araméenne, il livre ainsi à la recherche de nombreuses publications de référence.
En 1883, il fait événement en découvrant deux importantes inscriptions sur des bas-reliefs datant du règne de Nabuchodonosor II dans le Wadi Brissa au Liban.
Il est élu membre de la Société de Linguistique de Paris en 1884.
Dès 1922, une partie des manuscrits qui lui ont appartenu est versée à la Bibliothèque nationale. Sa collection de manuscrits syriaques, rassemblée à Alep et Mossoul, est à l'origine d'une grande partie du fonds Graffin qui rejoint à son tour la Bibliothèque nationale de France en 1989.

## Publications

### Livres
- L'Inscription de Bavian, texte, traduction et commentaire philologique, Paris, Bibliothèque de l'École des hautes études. Sciences philologiques et historiques, 2 fascicules (100 et 220 p.), 1879-1880, réédition 2011.
- Inscription de Mérou-Nérar Ier, roi d'Assyrie, Paris, Imprimerie nationale (124 p.), 1884.
- Les inscriptions babyloniennes du Wadi Brissa, Bibliothèque de l'École des hautes études. Sciences philologiques et historiques (199 p.), 1887, réédition 2011.
- Inscriptions mandaïtes des coupes de Khouabir : texte, traduction et commentaire philologique avec quatre appendices et un glossaire, Paris, H. Wetter (327 p.), 1898.
- Une version syriaque des Aphorismes d'Hippocrate, texte et traduction, Leipzig, J. C. Hinrichs (2 volumes), 1903.
- Inscriptions sémitiques de la Syrie, de la Mésopotamie et de la région de Mossoul, Paris, J. Gabalda (228 p.), 1907.

### Articles
- « Inscription de Mérou-Nérar Ier, roi d'Assyrie », Journal asiatique, 1883.
- « Trois textes funéraires de Palmyre », Journal asiatique, 1884.
- « Rapport de Henri Pognon, consul-suppléant de France à Beyrouth à M. Patrimono, consul de Beyrouth », Revue Assyrienne, 1885.
- « Sur un plat avec inscription punique », Journal asiatique, 1887.
- « Découverte de contrats de l'époque de la 1ère dynastie de Babylone », Journal asiatique, 1888.
- « Deux briques avec légendes araméennes », Journal asiatique, 1891.
- « Note sur le pays d'Achnounnak », Comptes-rendus des séances de l'Académie des Inscriptions et Belles-Lettres, 1892.
- « Une incantation contre les génies malfaisants en mandaïte », Mémoires de la Société de linguistique de Paris, 1892.
- « Note sur des inscriptions ouigoures, arabes et syriaques de Baghdad », Journal asiatique, 1892.
- « L'Inscription de Raman-Nérar Ier, roi d'Assyrie (réponse à un article de M. Oppert) », Bulletin de la Société de linguistique de Paris, 1894.
- « Chronologie des papyrus araméens d'Eléphantine », Journal asiatique, 1911.
- « Lexicographie assyrienne », Revue Assyrienne, 1912.
- « Mélanges assyriologiques », Journal asiatique, 1913.
- « Sur les Yézidis du Sindjar », Revue de l'Orient Chrétien, 1915-17.
- « Notes lexicographiques et textes assyriens inédits », Journal asiatique,  1917.
- « Documents relatifs à Ahikar », Revue de l'Orient Chrétien, 1918-19.
- « Notes assyriologiques », Journal asiatique, 1921.